# BQ Aquaris

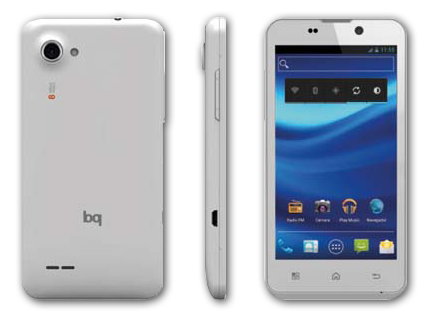
BQ Aquaris 4.

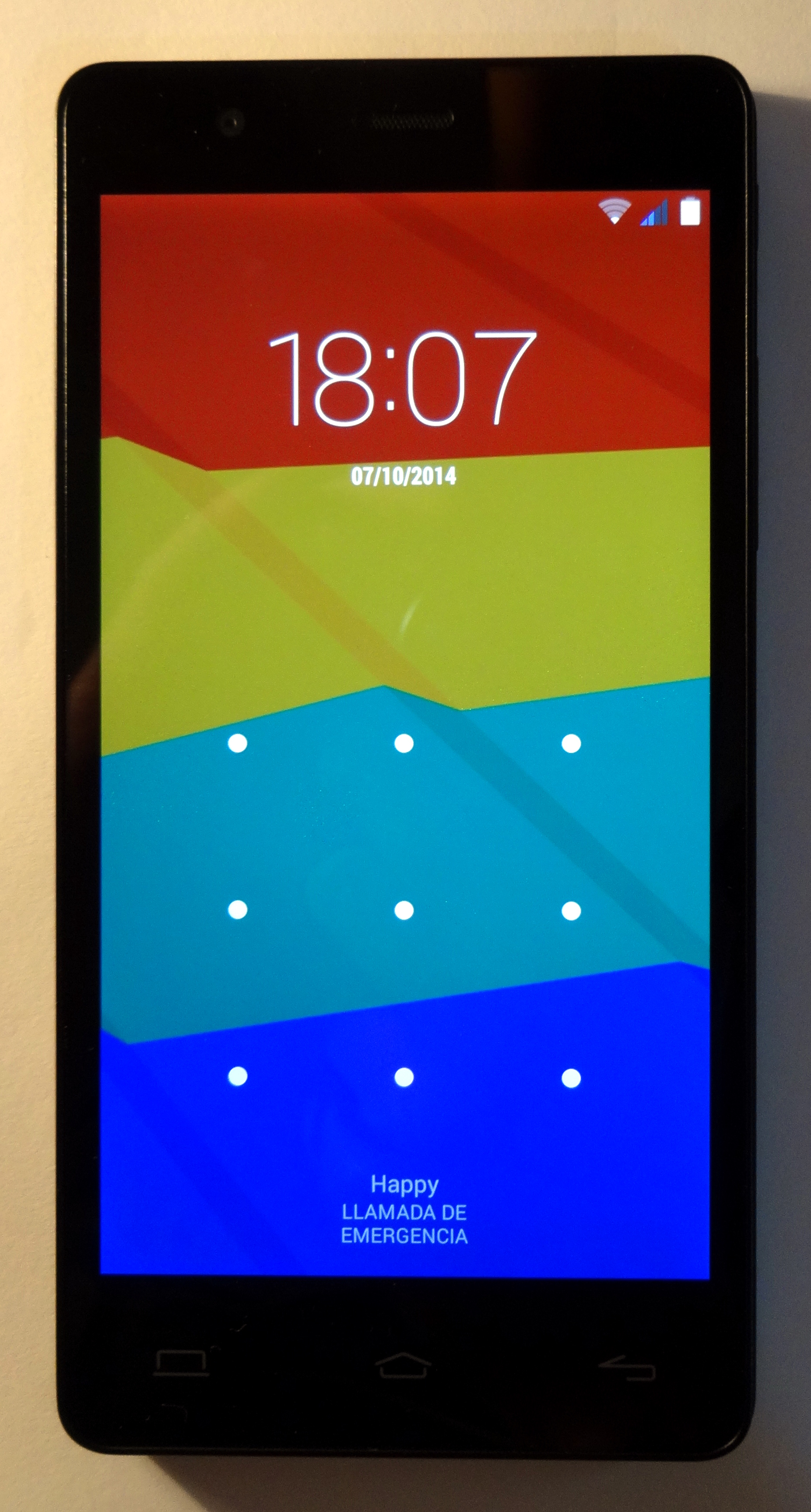
BQ Aquaris E5 FHD.

BQ Aquaris es una familia de dispositivos móviles diseñados por la empresa española BQ, que usan el sistema operativo Android. En el año 2014 los dispositivos móviles de BQ superaron las ventas de Apple en España.

## Dispositivos

### Gama Aquaris
Teléfonos inteligentes
- Bq Aquaris 3.5
- Bq Aquaris 4
- Bq Aquaris 4.5
- Bq Aquaris 5
- Bq Aquaris 5 HD
- Bq Aquaris 5.7

### Gama Aquaris E
Teléfonos inteligentes
- Bq Aquaris E4[1]
- Bq Aquaris E4.5[1]
- Bq Aquaris E5 HD[1]
- Bq Aquaris E5 4G[2]
- Bq Aquaris E5 FHD[1]
- Bq Aquaris E6[1]

Tabletas
- Bq Aquaris E10

### Gama Aquaris X
- Bq Aquaris X5
- Bq Aquaris X5 Plus
- Bq Aquaris X
- Bq Aquaris X Pro
- Bq Aquaris X2
- Bq Aquaris X2 Pro

### Gama Aquaris M
Teléfonos inteligentes
- Bq Aquaris M4.5[3]
- Bq Aquaris M5[3]
- Bq Aquaris M5.5[3]

Tabletas
- Bq Aquaris M8
- Bq Aquaris M10 HD
- Bq Aquaris M10 FHD

### Gama U
- Bq Aquaris U Lite
- Bq Aquaris U
- Bq Aquaris U Plus
- Bq Aquaris U2.